# احمد خسروانی
احمد خسروانی (زاده ۱۲۷۷ تهران - درگذشته ۱۳۶۸ تهران) فرمانده نظامی و خلبان ایرانی بود، که ۲ دوره در فاصله سالهای ۱۳۰۹ تا ۱۳۱۰ و ۱۳۱۵ تا ۱۳۲۰ فرماندهی نیروی هوایی شاهنشاهی ایران را برعهده داشت.
وی در سال ۱۲۹۵ وارد مدرسه افسری قزاق‌خانه شد و پس از دریافت درجه افسری در سال ۱۲۹۸ فعالیت رسمی در ارتش شاهنشاهی ایران را آغاز نمود. وی در سال ۱۳۰۱ به اروپا اعزام شد و پس از دریافت مدرک خلبانی، از مدرسه نظامی سن-سیر فرانسه، در سال ۱۳۰۵ با درجه سرگردی، به نیروی هوایی شاهنشاهی ایران پیوست.

## زندگی‌نامه
احمد خسروانی در سال ۱۲۷۷ در تهران زاده شد و دوران دبستان و دبیرستان، تا دریافت مدرک دیپلم متوسطه را در تهران سپری نمود. وی پس از انجام تحصیلات مقدماتی وارد مدرسه افسری قزاق‌خانه شد و به تحصیلات خود ادامه داد، تا درجه افسری گرفت. او در فاصله سال‌های ۱۲۹۸ تا ۱۳۰۰ در فرونشاندن چند مخاصمه داخلی حضور داشت و در پی آن، به درجه سروانی رسید. 
در سال ۱۳۰۱ که عده‌ای از افسران ارتش برای ادامه تحصیل به اروپا اعزام شدند، خسروانی نیز به همراه گروهی از افسران، عازم فرانسه شد و تحصیل در رستهٔ خلبانی را در مدرسه نظامی سن-سیر آغاز نمود. وی پس از دریافت مدرک خلبانی، در سال ۱۳۰۵ به ایران بازگشت و با درجه سرگردی، از نیروی زمینی به نیروی هوایی شاهنشاهی ایران منتقل شد. خسروانی ۴ سال بعد و در سال ۱۳۰۹ با ارتقاء به درجه سرهنگ‌دومی، به فرماندهی نیروی هوایی منصوب شد و تا سال ۱۳۱۱ در این جایگاه فعالیت نمود. وی در سال ۱۳۱۳ با دریافت درجه سرهنگ تمامی، از نظر ارشدیت، پس از سرتیپ احمد نخجوان، نفر دوم نیروی هوایی به‌شمار می‌آمد. 
در سال ۱۳۱۵ سرتیپ احمد نخجوان؛ فرمانده وقت نیروی هوایی، به معاونت وزارت جنگ منصوب شد و در پی آن، خسروانی برای دومین بار، به‌عنوان فرماندهٔ نیروی هوایی شاهنشاهی ایران منصوب گردید. او ۴ سال بعد، در ۱۳۱۹ درجه سرتیپی دریافت کرد. در روز هشتم شهریور ۱۳۲۰ پس از اشغال ایران توسط نیروهای متفقین و در پی اعلام ترک مخاصمه و آزادی سربازان، عده‌ای از افسران و درجه‌داران نیروی هوایی، به عنوان اعتراض به این عمل ارتش، در پایگاه هوایی قلعه‌مرغی، دست به یک شبه کودتا زدند و عده‌ای از افسران ارشد نیروی هوایی را مجروح کردند و سرتیپ خسروانی را نیز در جایگاه فرمانده نیروی هوایی، دستگیر و در این پایگاه زندانی نمودند. برای رهایی فرمانده نیروی هوایی و پایان دادن به کودتا، افسران واحدهایی از لشکر یکم مرکز، به پایگاه هوایی قلعه‌مرغی اعزام شدند و پس از درگیری مختصر، افسران قیام‌کننده با هواپیما از محل متواری شدند. خسروانی نیز عصر آن روز از زندان آزاد شد، ولی فرماندهی نیروی هوایی در اختیار فرمانده لشکر یکم مرکز از نیروی زمینی شاهنشاهی قرار گرفت. پس از این ماجرا، خسروانی مدتی در ستاد مشترک ارتش فعالیت می‌کرد، تا اینکه به فرماندهی لشکر ۳ شمال غرب منصوب شد. او مدتی در تبریز باقی ماند، تا اینکه از سوی ستاد مشترک به تهران احضار شد و برای بار سوم، فرماندهی نیروی هوایی را برعهده گرفت و تا اواخر سال ۱۳۲۰ نیز در این جایگاه فعالیت نمود. خسروانی در سال ۱۳۲۶ با ارتقاء به درجه سرلشکری، به معاونت ستاد مشترک ارتش منصوب شد و در تاریخ ۱۵ بهمن ۱۳۲۷ به دنبال اعلام حکومت نظامی نیز با حفظ سمت، فرماندار نظامی تهران گردید و طبق نظر سپهبد حاجعلی رزم‌آرا؛ رئیس وقت ستاد مشترک ارتش، اقدام به بازداشت عده کثیری از معترضان نمود، کلوپ حزب توده را تصرف و سران آن حزب را نیز بازداشت کرد. وی در نهایت در سال ۱۳۳۱ از ارتش بازنشسته شد. خسروانی در سال ۱۳۶۸ در تهران درگذشت.

## مسئولیت‌ها
- فرماندهٔ نیروی هوایی شاهنشاهی ایران
- فرمانده لشکر ۳ آذربایجان
- معاون ستاد مشترک ارتش
- فرماندار نظامی تهران